# ФК «Аматоре» (Відень) у сезоні 1919—1920
Сезон 1919/20 — 10-й сезон в історії «Аматоре», а також 9-й сезон підряд, котрий клуб провів у вищому дивізіоні австрійського футболу.
Чемпіонат Австрії в цьому сезоні офіційно називався І клас.

## Склад команди
| № | Поз. | Нац.     | Гравець            |
| - | ---- | -------- | ------------------ |
|   | ВР   | Австрія  | Вальтер Йоахім     |
|   | ВР   | Австрія  | Франц Керндль      |
|   | ВР   | Австрія  | Вільгельм Майсль   |
|   | ЗХ   | Австрія  | Вальтер Альт       |
|   | ЗХ   | Австрія  | Йозеф Бродкорб     |
|   | ЗХ   | Австрія  | Александер Попович |
|   | ЗХ   | Австрія  | Йозеф Трінкль      |
|   | ЗХ   | Австрія  | Герман Гальденванг |
|   | ЗХ   | Австрія  | Бенедикт Гоура     |
|   | ПЗ   | Австрія  | Петер Валента      |
|   | ПЗ   | Австрія  | Карл Клер          |
|   | ПЗ   | Угорщина | Єне Конрад         |
|   | ПЗ   | Австрія  | Карл Курц          |
|   | ПЗ   | Австрія  | Віктор Левенфельд  |

| № | Поз. | Нац.     | Гравець               |
| - | ---- | -------- | --------------------- |
|   | ПЗ   | Австрія  | Отто Фукс             |
|   | ПЗ   | Австрія  | Альберт Гайкенвельдер |
|   | ПЗ   | Австрія  | Франц Гельмрайх       |
|   | ПЗ   | Австрія  | Штоппель              |
|   | НП   | Австрія  | Григоровец            |
|   | НП   | Австрія  | Колиш                 |
|   | НП   | Угорщина | Кальман Конрад        |
|   | НП   | Австрія  | Генріх Кернер         |
|   | НП   | Австрія  | Рудольф Кришке        |
|   | НП   | Австрія  | Вільгельм Морокутті   |
|   | НП   | Австрія  | Оскар Свобода         |
|   | НП   | Австрія  | Франц Гансль          |
|   | НП   | Австрія  | Курт Гафтль           |
|   | НП   | Австрія  | Йоганн Шмід           |

## Чемпіонат Австрії

### Турнірная таблица
| М | Клуб             | І  | В  | Н | П | МЗ | МП | Р    | О  |
| - | ---------------- | -- | -- | - | - | -- | -- | ---- | -- |
| 1 | Рапід            | 22 | 15 | 3 | 4 | 71 | 29 | 2,45 | 33 |
| 2 | Аматоре          | 22 | 14 | 5 | 3 | 55 | 24 | 2,29 | 33 |
| 3 | Вінер Шпорт-Клуб | 22 | 13 | 4 | 5 | 37 | 28 | 1,32 | 30 |

### Матчі
Час початку матчів: центральноєвропейський (MEZ)
| 1 тур 24 серпня 1919                                                                         | Рапід     | 1:2        | Аматоре                  | Відень                                   |  |
| 17:00                                                                                        | Кутан 71' | (протокол) | Кришке 12' К. Конрад 53' | Стадіон: Пфаррвізе Суддя: Гайнріх Речурі |  |
| Йоахім, Трінкль, Попович, Курц, Е. Конрад, Левенфельд, Клер, Кришке, К. Конрад, Гансль, Шмід |           |            |                          |                                          |  |

| 2 тур 14 вересня 1919                                                                        | Вінер АК   | 1:0        | Аматоре | Відень                                   |  |
| 16:30                                                                                        | Айхлер 75' | (протокол) |         | Стадіон: ВАК-Плац Суддя: Макс Райгсфельд |  |
| Йоахім, Трінкль, Попович, Курц, Е. Конрад, Левенфельд, Кернер, Фукс, К. Конрад, Гансль, Шмід |            |            |         |                                          |  |

| 3 тур 21 вересня 1919                                                                          | Ваккер                 | 2:4        | Аматоре                         | Відень                               |  |
| 16:15                                                                                          | Решер 15' Лібгардт 35' | (протокол) | Гансль 5' 63' К. Конрад 51' 60' | Стадіон: Ваккер-Плац Суддя: Бізеніус |  |
| Йоахім, Трінкль, Гальденванг, Курц, Е. Конрад, Левенфельд, Шмід, Фукс, К. Конрад, Гансль, Клер |                        |            |                                 |                                      |  |

| 4 тур 28 вересня 1919                                                                       | Аматоре                                | 4:2        | Адміра (Відень)                    | Відень                                         |  |
| 15:45                                                                                       | К. Конрад 20' ?' (пен.) 85' Гансль 48' | (протокол) | Г. Сколаут 22' Годік 41' Ф.Шнайдер | Стадіон: Обер-Санкт-Файт Суддя: Філіпп Лопатер |  |
| Йоахім, Трінкль, Левенфельд, Курц, Е. Конрад, Клер, Кернер, Кришке, К. Конрад, Гансль, Шмід |                                        |            |                                    |                                                |  |

| 5 тур 12 жовтня 1919                                                                        | Аматоре                       | 2:2        | Вінер Шпорт-Клуб           | Відень                                       |  |
| 15:45                                                                                       | Шмід 68' К. Конрад 82' (пен.) | (протокол) | А.Мюллер 48' Кангойзер 71' | Стадіон: Обер-Санкт-Файт Суддя: Густав Шмідт |  |
| Йоахім, Трінкль, Левенфельд, Курц, Е. Конрад, Клер, Кернер, Кришке, К. Конрад, Гансль, Шмід |                               |            |                            |                                              |  |

| 6 тур 26 жовтня 1919                                                                              | Вінер АФ | 0:3        | Аматоре                                       | Відень                                |  |
| 15:15                                                                                             |          | (протокол) | Морокутті 55' К. Конрад 59' (пен.) Гансль 81' | Стадіон: ВАФ-Плац Суддя: Йозеф Гаглер |  |
| Майсль, Трінкль, Попович, Левенфельд, Е. Конрад, Курц, Кернер, Морокутті, К. Конрад, Гансль, Шмід |          |            |                                               |                                       |  |

| 7 тур 1 листопада 1919                                                                         | Аматоре                     | 2:2        | Флорідсдорфер         | Відень                                              |  |
| 15:00                                                                                          | Морокутті 32' К. Конрад 51' | (протокол) | Їсда 2' Гірлендер 25' | Стадіон: ВАФ-Плац Глядачі: 6000 Суддя: Оскар Лоренц |  |
| Йоахім, Левенфельд, Попович, Клер, Е. Конрад, Курц, Кернер, Морокутті, К. Конрад, Гансль, Шмід |                             |            |                       |                                                     |  |

| 8 тур 16 листопада 1919                                                                           | Вієнна   | 1:3        | Аматоре                                | Відень                                     |  |
| 14:30                                                                                             | Єкль 80' | (протокол) | К. Конрад 14' Гансль 35' Морокутті 48' | Стадіон: Гоге Варте Суддя: Макс Райгсфельд |  |
| Майсль, Трінкль, Попович, Левенфельд, Е. Конрад, Курц, Кернер, Морокутті, К. Конрад, Гансль, Шмід |          |            |                                        |                                            |  |

| 9 тур 23 листопада 1919                                                                     | Аматоре                                       | 6:0        | Рудольфшюгель | Відень                                                       |  |
| 14:00                                                                                       | К. Конрад 1' (пен.) 32' 59' Гансль 4' 37' 68' | (протокол) |               | Стадіон: Обер-Санкт-Файт Глядачі: 1400 Суддя: Давид Грюнбаум |  |
| Майсль, Трінкль, Попович, Фукс, Е. Конрад, Курц, Кернер, Морокутті, К. Конрад, Гансль, Шмід |                                               |            |               |                                                              |  |

| 10 тур 30 листопада 1919                                                                    | Аматоре                                 | 4:1        | Зіммерингер | Відень                                   |  |
| 14:00                                                                                       | Гансль 18' 40' Морокутті 72' Кернер 85' | (протокол) | Сватош 82'  | Стадіон: Обер-Санкт-Файт Суддя: Бізеніус |  |
| Майсль, Трінкль, Попович, Клер, Е. Конрад, Курц, Кернер, Морокутті, К. Конрад, Гансль, Шмід |                                         |            |             |                                          |  |

| 11 тур 7 грудня 1919 | Аматоре                         | 3:1        | Герта             | Відень                                       |  |
| 14:00 | К. Конрад 33' Кернер 41' Гансль | (протокол) | Золіль 82' (пен.) | Стадіон: Обер-Санкт-Файт Суддя: Йозеф Гаглер |  |
| Майсль, Гальденванг (82' Левенфельд), Попович, Фукс, Е. Конрад, Курц, Кернер (82' Трінкль), Морокутті, К. Конрад, Гансль, Шмід |                                 |            |                   |                                              |  |

| 12 тур 29 лютого 1920                                                                     | Флорідсдорфер | 1:1        | Аматоре       | Відень                                              |  |
| 15:00                                                                                     | Нойбауер 86'  | (протокол) | Морокутті 36' | Стадіон: ФАК-Плац Глядачі: 5000 Суддя: Йозеф Гаглер |  |
| Йоахім, Попович, Трінкль, Фукс, Е. Конрад, Курц, Клер, Морокутті, К. Конрад, Гансль, Шмід |               |            |               |                                                     |  |

| 13 тур 7 березня 1920                                                                         | Герта | 0:2        | Аматоре        | Відень                                  |  |
| 15:45                                                                                         |       | (протокол) | Гансль 15' 70' | Стадіон: Герта-Плац Суддя: Адольф Блаха |  |
| Йоахім, Попович, Гальденванг, Фукс, Е. Конрад, Курц, Клер, Морокутті, К. Конрад, Гансль, Шмід |       |            |                |                                         |  |

| 14 тур 21 березня 1920                                                                          | Аматоре                             | 3:0        | Вінер АК | Відень                                                       |  |
| 16:00                                                                                           | Гафтль 10' Гансль 70' Морокутті 88' | (протокол) |          | Стадіон: Обер-Санкт-Файт Глядачі: 6000 Суддя: Густав Кауфман |  |
| Йоахім, Попович, Гальденванг, Фукс, Е. Конрад, Курц, Гафтль, Морокутті, К. Конрад, Гансль, Шмід |                                     |            |          |                                                              |  |

| 15 тур 25 березня 1920                                                                      | Аматоре               | 2:0        | Вінер АФ | Відень                                        |  |
| 16:00                                                                                       | Гансль 50' Гафтль 87' | (протокол) |          | Стадіон: Обер-Санкт-Файт Суддя: Ганс Альбрехт |  |
| Йоахім, Попович, Трінкль, Фукс, Е. Конрад, Курц, Гафтль, Морокутті, К. Конрад, Гансль, Шмід |                       |            |          |                                               |  |

| 16 тур 18 квітня 1920                                                                                   | Рудольфшюгель | 1:1        | Аматоре     | Відень                                                          |  |
| 17:00                                                                                                   | Вінклер 5'    | (протокол) | Свобода 15' | Стадіон: Рудольфшюгель-Плац Глядачі: 4800 Суддя: Гайнріх Речурі |  |
| Майсль, Попович, Левенфельд, Фукс, Гальденванг, Гайкенвельдер, Гафтль, Свобода, К. Конрад, Гансль, Шмід |               |            |             |                                                                 |  |

| 17 тур 25 квітня 1920                                                                                    | Аматоре                | 2:3        | Рапід                           | Відень                                                   |  |
| 17:00 | Шмід 49' К. Конрад 52' | (протокол) | Вондрак 40' Кутан 55' Бауер 85' | Стадіон: Пфаррвізе Глядачі: 15 000 Суддя: Гайнріх Речурі |  |
| Майсль, Попович, Левенфельд, Курц, Е. Конрад, Гайкенвельдер, Свобода, Морокутті, К. Конрад, Гансль, Шмід |                        |            |                                 |                                                          |  |

| 18 тур 9 травня 1920                                                                           | Аматоре                                | 3:2        | Вієнна              | Відень                                      |  |
| 17:00                                                                                          | Гансль 21' Морокутті 22' К. Конрад 28' | (протокол) | Блум 43' Фрітум 44' | Стадіон: Обер-Санкт-Файт Суддя: Франц Комар |  |
| Майсль, Попович, Левенфельд, Фукс, Е. Конрад, Курц, Гафтль, Морокутті, К. Конрад, Гансль, Шмід |                                        |            |                     |                                             |  |

| 19 тур 16 травня 1920                                                                                 | Адміра (Відень)      | 1:4        | Аматоре                          | Відень                                      |  |
| 17:00                                                                                                 | Найдлінгер ?' (пен.) | (протокол) | Гансль 10' 35' 55' К. Конрад 44' | Стадіон: Адмира-Плац Суддя: Фердинанд Вольф |  |
| Йоахім, Попович, Гальденванг, Фукс, Е. Конрад, Левенфельд, Курц, Морокутті, К. Конрад, Гансль, Гафтль |                      |            |                                  |                                             |  |

| 20 тур 30 травня 1920                                                                          | Зіммерингер    | 1:0        | Аматоре | Відень                                                   |  |
| 17:00                                                                                          | Пульпиттль 51' | (протокол) |         | Стадіон: Зіммерінг Глядачі: 12 000 Суддя: Гайнріх Речурі |  |
| Майсль, Попович, Левенфельд, Фукс, Е. Конрад, Курц, Гафтль, Морокутті, К. Конрад, Гансль, Шмід |                |            |         |                                                          |  |

| 21 тур 6 червня 1920                                                                     | Аматоре         | 2:0        | Ваккер     | Відень                                        |  |
| 17:30                                                                                    | Трінкль 55' 60' | (протокол) | Фройнд 32' | Стадіон: Обер-Санкт-Файт Суддя: Франц Рідауер |  |
| Керндль, Попович, Фукс, Левенфельд, Курц, Трінкль, Морокутті, К. Конрад, Гансль, Шмід... |                 |            |            |                                               |  |

| 22 тур 13 червня 1920                                                                           | Вінер Шпорт-Клуб        | 2:2        | Аматоре                                   | Відень                                   |  |
| 17:30                                                                                           | Кангойзер 23' Гібіш 79' | (протокол) | К. Конрад 3' Йоахім 68' Гансль 82' (пен.) | Стадіон: Шпорт-Клуб-Плац Суддя: Бізеніус |  |
| Йоахім, Попович, Левенфельд, Фукс, Е. Конрад, Курц, Трінкль, Морокутті, К. Конрад, Гансль, Шмід |                         |            |                                           |                                          |  |

## Кубок Австрії
Час початку матчів: центральноєвропейський (MEZ)
| 1/16 фінала 8 лютого 1920                                                                 | Аматоре                         | 3:2        | Герта              | Відень                                          |  |
| 14:30                                                                                     | Шмід 60' К. Конрад 64' Клер 75' | (протокол) | Біцан 8' Фішер 76' | Стадіон: Обер-Санкт-Файт Суддя: Макс Райгсфельд |  |
| Йоахім, Попович, Трінкль, Фукс, Е. Конрад, Курц, Клер, Морокутті, К. Конрад, Гансль, Шмід |                                 |            |                    |                                                 |  |

| 1/8 фінала 14 березня 1920                                                                    | Аматоре                                                                                  | 15:0       | Санкт-Пельтен | Відень                                         |  |
| 16:00                                                                                         | К. Конрад 17' 31' невідомо ?' (аг.) Морокутті 50' 52' Гансль Е. Конрад невідомо Шмід 89' | (протокол) |               | Стадіон: Обер-Санкт-Файт Суддя: Зімон Грюнбаум |  |
| Йоахім, Гальденванг, Гоура, Фукс, Е. Конрад, Курц, Гафтль, Морокутті, К. Конрад, Гансль, Шмід |                                                                                          |            |               |                                                |  |

| 1/4 фінала 13 травня 1920                                                                        | Флорідсдорфер        | 2:2        | Аматоре              | Відень                                |  |
| 17:00                                                                                            | Їсда 22' Вострак 50' | (протокол) | Гансль 18' Морокутті | Стадіон: ФАК-Плац Суддя: Йозеф Гаглер |  |
| Йоахім, Попович, Левенфельд, Гальденванг, Фукс, Курц, Гафтль, Морокутті, К. Конрад, Гансль, Шмід |                      |            |                      |                                       |  |

| Півфінал 16 червня 1920                                                                             | Хакоах (Відень)        | 1:3        | Аматоре            | Відень                                |  |
| 18:15                                                                                               | І.Гансль 50' Немеш 80' | (протокол) | Гансль 13' 21' 53' | Стадіон: ВАК-Плац Суддя: Густав Шмідт |  |
| Йоахім, Попович, Гальденванг, Курц, Левенфельд, Фукс, Морокутті, Е. Конрад, К. Конрад, Гансль, Шмід |                        |            |                    |                                       |  |

| Фінал 4 липня 1920 | Рапід                                                | 5:2        | Аматоре                          | Відень                                                   |  |
| 18:00 | Вондрак 8' Бауер 25' Уріділь 29' Кутан 84' Візер 88' | (протокол) | Трінкль 32' К. Конрад 51' (пен.) | Стадіон: Зіммерінг Глядачі: 25 000 Суддя: Гайнріх Речурі |  |
| Рапід: Краупар, Шедіви, Дітріх, Ніч, Брандштеттер, Грюнвальд, Вондрак, Уріділь, Кутан, Бауер, Візер Аматоре: Майсль, Попович, Левенфельд, Курц, Е. Конрад, Фукс, Трінкль, Гансль, К. Конрад, Морокутті, Шмід |                                                      |            |                                  |                                                          |  |

## Товариські матчі
| Товариський матч 10 серпня 1919                                                      | Флорідсдорфер                  | 3:2      | Аматоре        | Відень                                |  |
| 17:00                                                                                | Зайдль 29' Амон 42' (пен.) 80' | Протокол | Кришке 20' 65' | Стадіон: ФАК-Плац Суддя: Йозеф Гаглер |  |
| Йоахім, Бродкорб, Трінкль, Е. Конрад, Клер, Фукс, Кришке, К. Конрад, Кернер, Шмід... |                                |          |                |                                       |  |

| Товариський матч 15 серпня 1919         | Аматоре                                                               | 7:0      | Карл Маркс | Відень                   |  |
|                                         | Кришке Гансль невідомо ?' (аг.) невідомо ?' (аг.) К. Конрад ?' (пен.) | Протокол |            | Стадіон: Обер-Санкт-Файт |  |
| Е. Конрад, Кришке, К. Конрад, Гансль... |                                                                       |          |            |                          |  |

| Товариський матч 17 серпня 1919                                                           | Аматоре                                 | 3:1      | Вієнна       | Відень                                         |  |
| 17:00                                                                                     | К. Конрад 5' (пен.) Шмід 58' Гансль 63' | Протокол | Треммель 80' | Стадіон: Обер-Санкт-Файт Суддя: Йозеф Амбергер |  |
| Йоахім, Трінкль, Левенфельд, Фукс, Е. Конрад, Курц, Клер, Кришке, К. Конрад, Гансль, Шмід |                                         |          |              |                                                |  |

| Осенний турнір. Півфінал 7 вересня 1919  | Аматоре                  | 2:1        | Вієнна    | Відень                                   |  |
| 15:00                                    | Гансль 34' К. Конрад 67' | (протокол) | Вебер 55' | Стадіон: ВАК-Плац Суддя: Макс Райгсфельд |  |
| Йоахім, Левенфельд, К. Конрад, Гансль... |                          |            |           |                                          |  |

| Товариський матч 18 жовтня 1919                                                     | Комбінована команда  | 3:4      | Аматоре              | Відень                                   |  |
| 14:30                                                                               | Файгль Альт ?' (аг.) | Протокол | Кернер Гансль Кришке | Стадіон: Гоге Варте Суддя: Ганс Альбрехт |  |
| Майсль, Альт, Бродкорб, Фукс, Гальденванг, Курц, Клер, Кришке, Кернер, Гансль, Шмід |                      |          |                      |                                          |  |

| Товариський матч 19 жовтня 1919                                                              | Вінер АК | 1:1      | Аматоре   | Відень                                    |  |
| 13:45                                                                                        | Кек 82'  | Протокол | Кернер 3' | Стадіон: Гоге Варте Суддя: Давид Грюнбаум |  |
| Йоахім, Левенфельд, Трінкль, Фукс, Е. Конрад, Курц, Валента, Кернер, К. Конрад, Гансль, Шмід |          |          |           |                                           |  |

| Товариський матч 25 січня 1920                        | Аматоре    | 2:2      | Реннвег                | Відень                                 |  |
| 14:30                                                 | Гансль 43' | Протокол | Райнальдер Вайдман 55' | Стадіон: Обер-Санкт-Файт Суддя: Андрес |  |
| Гальденванг, Кернер, Морокутті, Фукс, Гансль, Шмід... |            |          |                        |                                        |  |

| Товариський матч 15 лютого 1920                                                     | Аматоре                        | 2:1      | Обер-Санкт-Файт | Відень                                |  |
| 15:00                                                                               | Кертес ?' (пен.) Є. Конрад 78' | Протокол | Повольний       | Стадіон: Обер-Санкт-Файт Суддя: Браун |  |
| Йоахім, Бродкорб, Вільмош Кертес, Е. Конрад, Клер, Морокутті, К. Конрад, Свобода... |                                |          |                 |                                       |  |

| Товариський матч 22 лютого 1920                                                                       | Аматоре               | 2:0      | Слован (Відень) | Відень                                        |  |
| 15:00                                                                                                 | Гансль 12' Гафтль 38' | Протокол |                 | Стадіон: Обер-Санкт-Файт Суддя: Франц Рідауер |  |
| Йоахім, Трінкль, Гальденванг, Фукс, Вільмош Кертес, Курц, Григоровец, Морокутті, Гафтль, Гансль, Шмід |                       |          |                 |                                               |  |

| Товариський матч 28 березня 1920                                                               | Аматоре | 0:2        | МТК                 | Відень                                                   |  |
| 16:30                                                                                          |         | (протокол) | Орт 59' Шлоссер 82' | Стадіон: ВАФ-Плац Глядачі: 14 000 Суддя: Макс Райгсфельд |  |
| Йоахім, Попович, Левенфельд, Фукс, Е. Конрад, Курц, Гафтль, Морокутті, К. Конрад, Шмід, Гансль |         |            |                     |                                                          |  |

| Товариський матч 1 квітня 1920                                                                        | Аматоре                              | 3:1        | БТК       | Відень                                                       |  |
| 16:30                                                                                                 | К. Конрад 37' Гансль 43' Свобода 61' | (протокол) | Гайду 85' | Стадіон: Шпорт-Клуб-Плац Глядачі: 8000 Суддя: Гайнріх Речурі |  |
| Йоахім, Левенфельд, Трінкль, Гайкенвельдер, Гальденванг, Курц, Клер, Свобода, К. Конрад, Гансль, Шмід |                                      |            |           |                                                              |  |

| Великодній турнір 4 квітня 1920                                                                          | Вінер Шпорт-Клуб | 0:1        | Аматоре       | Відень                                                    |  |
| 15:15 |                  | (протокол) | Морокутті 54' | Стадіон: Шпорт-Клуб-Плац Глядачі: 7000 Суддя: Франц Комар |  |
| Йоахім, Попович, Трінкль, Штоппель, Гальденванг, Гайкенвельдер, Гафтль, Морокутті, Свобода, Гансль, Шмід |                  |            |               |                                                           |  |

| Великодній турнір 5 квітня 1920                                                                 | Хакоах (Відень)             | 2:1        | Аматоре    | Відень                                                       |  |
| 15:15                                                                                           | Є. Гансль 22' І. Гансль 52' | (протокол) | Гансль 17' | Стадіон: Шпорт-Клуб-Плац Глядачі: 8000 Суддя: Рудольф Линних |  |
| Йоахім, Попович, Левенфельд, Фукс, Е. Конрад, Курц, Морокутті, Свобода, К. Конрад, Гансль, Шмід |                             |            |            |                                                              |  |

| Товариський матч 10 квітня 1920                                                                   | МТК               | 2:1        | Аматоре       | Будапешт      |  |
|                                                                                                   | Браун Шлоссер 88' | (протокол) | Морокутті 70' | Глядачі: 8000 |  |
| Йоахім, Гальденванг, Трінкль, Фукс, Курц, Гайкенвельдер, Гафтль, Морокутті, Гансль, Свобода, Шмід |                   |            |               |               |  |

| Товариський матч 11 квітня 1920 | БТК | 0:1        | Аматоре  | Будапешт        |  |
|                                 |     | (протокол) | невідомо | Глядачі: 18 000 |  |
| ...                             |     |            |          |                 |  |

| Товариський матч 23 травня 1920                                                               | Аматоре                 | 2:1        | 33 ФК      | Відень                                               |  |
| 17:30                                                                                         | К. Конрад 8' Гансль 62' | (протокол) | Грюнер 31' | Стадіон: ВАК-Плац Глядачі: 6000 Суддя: Франц Рідауер |  |
| Йоахім, Гальденванг, Трінкль, Фукс, Е. Конрад, Курц, Клер, Морокутті, К. Конрад, Гансль, Шмід |                         |            |            |                                                      |  |

| Товариський матч 26 червня 1920                                                                             | Штурм (Грац) | 0:8      | Аматоре                               | Грац                           |  |
| |              | Протокол | К. Конрад 12' Сватош Е. Конрад Гансль | Стадіон: Груабн Суддя: Покорни |  |
| Майсль, Гальденванг, Попович, Гельмрайх, Е. Конрад, Курц, Клер, Фердинанд Сватош, К. Конрад, Гансль, Гафтль |              |          |                                       |                                |  |

| Товариський матч 27 червня 1920    | Штурм (Грац)       | 2:3      | Аматоре                      | Грац                            |  |
| 18:30                              | Зінкович Деллінгер | Протокол | К. Конрад ?' (пен.) невідомо | Стадіон: Груабн Суддя: Шмідерер |  |
| Е. Конрад, Морокутті, К. Конрад... |                    |          |                              |                                 |  |

| Товариський матч 29 червня 1920           | Аматоре         | 2:1      | Герта          | Відень                                          |  |
| ~18:00                                    | Гафтль невідомо | Протокол | невідомо Коліш | Стадіон: Обер-Санкт-Файт Суддя: Фердинанд Вольф |  |
| Трінкль, Гафтль, Попович, Гансль, Шмід... |                 |          |                |                                                 |  |

### Матчі комбінованої команди
| Товариський матч 20 червня 1920 | Зіммерінг/Аматоре             | 2:3      | Вінер Шпорт-Клуб                 | Відень                                    |  |
| 18:00 | Гансль 82' (пен.) Подпира 89' | Протокол | Л.Нойбауер 32' 49'<brТойфель 40' | Стадіон: Зіммерінг Суддя: Макс Райгсфельд |  |
| Йоганн Пациска, Гальденванг, Фердинанд Прісман, Віктор Гец, Алоїз Пульпиттль, Курц, Франц Подпира, Колиш, Фердинанд Сватош, Гансль, Леопольд Дворшак |                               |          |                                  |                                           |  |

## Статистика гравців
| Поз. | Гравець               | Ліга  | Ліга | Кубок Австрії | Кубок Австрії | Всього | Всього |
| Поз. | Гравець               | Матчі | Голи | Матчі         | Голи          | Матчі  | Голи   |
| ---- | --------------------- | ----- | ---- | ------------- | ------------- | ------ | ------ |
| Вр   | Вальтер Йоахім        | 12    | –13  | 4             | –5            | 16     | –18    |
| Вр   | Франц Керндль         | 1     | 0    | 0             | 0             | 1      | 0      |
| Вр   | Вільгельм Майсль      | 9     | –10  | 1             | –5            | 10     | –15    |
| Зах  | Александер Попович    | 19    | 0    | 4             | 0             | 23     | 0      |
| Зах  | Йозеф Трінкль         | 14    | 2    | 2             | 1             | 16     | 3      |
| Зах  | Герман Гальденванг    | 6     | 0    | 3             | 0             | 9      | 0      |
| Зах  | Бенедикт Гоура        | 0     | 0    | 1             | 0             | 1      | 0      |
| ПЗ   | Карл Клер             | 8     | 0    | 1             | 1             | 9      | 1      |
| ПЗ   | Єне Конрад            | 20    | 0    | 4             | 1             | 24     | 1      |
| ПЗ   | Карл Курц             | 21    | 0    | 5             | 0             | 26     | 0      |
| ПЗ   | Віктор Левенфельд     | 16    | 0    | 3             | 0             | 19     | 0      |
| ПЗ   | Отто Фукс             | 14    | 0    | 5             | 0             | 19     | 0      |
| ПЗ   | Альберт Гайкенвельдер | 2     | 0    | 0             | 0             | 2      | 0      |
| Нап  | Кальман Конрад        | 22    | 18   | 5             | 6             | 27     | 24     |
| Нап  | Генріх Кернер         | 9     | 2    | 0             | 0             | 9      | 2      |
| Нап  | Рудольф Кришке        | 3     | 1    | 0             | 0             | 3      | 1      |
| Нап  | Вільгельм Морокутті   | 16    | 7    | 5             | 7             | 21     | 14     |
| Нап  | Оскар Свобода         | 2     | 1    | 0             | 0             | 2      | 1      |
| Нап  | Франц Гансль          | 22    | 20   | 5             | 5             | 27     | 25     |
| Нап  | Курт Гафтль           | 6     | 2    | 2             | 0             | 8      | 2      |
| Нап  | Йоганн Шмід           | 21    | 2    | 5             | 2             | 26     | 4      |